# Rátgéber László
Rátgéber László (Újvidék, 1966. október 11. –) kosárlabda mesteredző. 2012-ben kinevezték a magyar férfi kosárlabda-válogatott szövetségi kapitányának. Ő az egyetlen magyar kosárlabdaedző, aki a női és a férfi felnőtt válogatott szövetségi kapitányi posztját is betöltötte.

## Klubcsapatai

### 1984-1993
Edzői pályafutását a újvidéki Vojvodina női kosárlabda ifjúsági csapataival kezdi. Nagy sikereket ér el nevelő edzőként, 4 országos döntőt nyer több korosztállyal és párhuzamosan 1988-tól Veskovic Miodrag, az akkori jugoszláv szövetségi kapitány segítője a felnőtt csapatnál. 1991-ben megkapja a felnőtt csapat karmesteri pálcáját is. A kiesőjelölt újvidékieket rögtön az első évben a döntőig vezeti. 1993 nyarán Pécsre igazol.

### 1993–2008
Tizenöt év alatt 777 magyarországi és nemzetközi bajnoki és kupamérkőzésen irányította a PVSK, MiZo Pécs csapatát. A mérkőzések 80 százalékát megnyerték, ami kiugró eredménynek számít.

### 2008–2010
A Szpartak Moszkva női csapatának edzőjeként tevékenykedett. A csapat megnyerte a Bajnokok Ligáját. Rátgéber László 2010 májusában aláírt a török Fenerbahçe csapatához, és annak ellenére megnyerte vele a török Szuperkupát és bajnokságot, hogy szezon közben doppingügy miatt nélkülöznie kellett a világ két legjobbját, Diana Taurasit és Penny Taylort.

## Válogatottak
A magyar női válogatottnak kétszer volt kapitánya (1997–2004 és 2008–2009), 123 alkalommal ült a kispadon. 2012. január 6-án kinevezték a magyar férfi válogatott szövetségi kapitányának. Erről a posztjáról 2012 decemberében felmentették.

## Oktatás
2010-ben Baján megszervezte Közép-Európa legnagyobb kosárlabdatáborát. 2011-ben Pécsett megkezdte működését az akadémiája.

## Eredményei
- Euroliga-győzelem ( 2009 )
- Európa Szuperkupa-győzelem (2008, 2009)
- Magyar bajnok (1995, 1996, 1998, 2000, 2001, 2003, 2004, 2005, 2006)
- Euroliga 3. hely (2001, 2004)
- Euroliga Final Four (2005)
- Magyar Kupa-győzelem (1997, 1998, 1999, 2000, 2001, 2002, 2003, 2005, 2006)
- Török bajnok (2011)
- Török Szuperkupa-győzelem (2010)
- Az Év edzője 11 alkalommal
- A Világválogatott edzője (2009, 2011)
- Az Európa-válogatott edzője (2006)

## Kitüntetései, díjai
- "A magyar sportért" miniszteri oklevél (2002)
- Pro Civitate díj (1995)
- Mesteredző (2003)
- Baranya Megye Sport-díj (2006)
- Baranya Megye Primissima-díj (2008)
- Za Zasluge (orosz állami kitüntetés) (2009)
- Európa legjobb nőikosárlabda-edzője (2009)
- A Magyar Érdemrend tisztikeresztje (2016)
- Bay Béla-díj (2022)[2]

## Művei
- Sportsérülések primer prevenciója; szerk. Rátgéber László; PTE Egészségtudományi Kar, Pécs, 2015 + DVD

## Élete
Rátgéber László kosárlabdázó családból származik, édesapja (id. Rátgéber László) jugoszláv szövetségi kapitány volt, édesanyja (Pavlik Julianna) szerepelt a jugoszláv válogatottban, kétszeres bajnok. 1986 és 1993 között Jugoszláviában dolgozott. Edzője volt a ŽKK Vojvodinának és a délszláv állam ifjúsági válogatottjának. Másodedzőként dolgozott a felnőtt válogatottnál. Felesége Csák Magdolna. Gyermekei: László (1997-) és Tamás (2003).

## Érdekességek
- Többször fellépett a Kiscsillag nevű zenekarral. Két számuknak – Russian in the school és Fishing on Orfű – ő írta a szövegét, és közreműködik a Megjöttünk a nőkért című szerzeményben is. A Fishing on Orfű később egy kulturális rendezvény neve lett.[5]
- 2001-ben a Tudósok zenekar Szupergyár címen megjelent lemezén vendégszerepelt. Az album 11. száma Rátgéber Jackson és a Tudomány.[6]
- 2001-ben Molnár Csaba tollából könyv jelent meg róla Rátgéber az Isten címmel
- 2008 óta Lovasi Andrással könnyűzenei fesztivált szerveznek Orfűn, ahol Rátgéber tóátugrással nyitja minden évben a fesztivált
- 1991-től NB1-es pályafutása alatt négy országban edzősködött 19 éven keresztül és kiemelkedő eredményeket ért el, csak három alkalommal nem jutott döntőbe (10 bajnoki cím, 6 ezüst és 3 bronz + 9 kupagyőzelem)
- A Matula Magazin 2006-ban a 15. legnagyobb élő magyarnak választotta.

## Külső hivatkozások
- http://matula.hu/index.php?section=article&rel=50&id=607
- Rátgéber Akadémia Archiválva 2011. február 2-i dátummal a Wayback Machine-ben
- Pallas Klubháló
- Rátgéber a magyar csoda – Rátgéber László a MIZO Pécsi VSK vezetőedzője
- Rátgéber csapatába szerződött a világ legjobb kosarasa
- Rátgéber, Szerbia
- Rátgéber László nem akar tévétorony lenni
- Kiscsillag feat. Rátgéber: Fishing on Orfű
- Kiscsillag feat. Rátgéber: Russian in the School
- Rátgéber László Nemzetközi Kosárlabdatábor